# جوني نيكول
جوني نيكول (بالإنجليزية: Johnny Nicol)‏ هو مغني أسترالي، ولد في 16 نوفمبر 1938.

## وصلات خارجية
- جوني نيكول على موقع ميوزك برينز (الإنجليزية)
- جوني نيكول على موقع ديسكوغز (الإنجليزية)